# El libro de la selva 2
El libro de la selva 2 (título original en inglés: The Jungle Book 2) es un largometraje animado del año 2002 producido por el estudio de DisneyToons en Sídney, Australia, lanzado por los estudios de Walt Disney y distribuido por Buena Vista. Es una secuela de la película de Disney de 1967 El libro de la selva. La versión comercial de la película se estrenó en Francia el 5 de febrero de 2003, y en los Estados Unidos el 14 de febrero de 2003.
El film fue producido originariamente como película para vídeo, pero se estrenó primero en salas, de forma similar a lo ocurrido con la secuela de Peter Pan: Regreso al País de Nunca Jamás. Es la tercera secuela de Disney que se estrena en salas antes de lanzarse en vídeo, después de Los rescatadores en Cangurolandia en 1990 y Peter Pan: Regreso al País de Nunca Jamás en 2002. Posteriormente, ocurrió de igual modo, en 2006, con Bambi II: El Príncipe del Bosque, y en 2010, con Toy Story 3.
Esta película no se basa en el Segundo libro de la selva de Rudyard Kipling, publicado en 1895, aunque hay varios personajes que sí son comunes. Disney lanzó las versiones en VHS y DVD el 10 de junio de 2003, y una edición especial en DVD el 17 de junio de 2008. Esta película forma parte del canon oficial de Los Clásicos de Walt Disney en Hispanoamérica.

## Argumento
Mowgli vive en la Aldea del Hombre, cerca de las Cataratas de Pulapanzak con sus padres adoptivos y su nuevo hermanito, Ranján, y se ha hecho amigo de la chica que le llevó hasta allí, Shanti. Cuando Mowgli se mete en líos, culpa a Shanti, y se niega a hablar con ella. Mowgli entonces comienza a echar de menos la jungla. Tras escapar de una estampida de elefantes, Baloo se cuela en la Aldea del Hombre para visitar a Mowgli, sin que se enteren los habitantes. Asimismo, el archienemigo de Mowgli, Shere Khan, vuelve para vengarse. Mientras tanto, Shanti intenta disculparse ante Mowgli, pero ve que está con Baloo, y grita pidiendo socorro. Shere Khan aparece en la aldea, y todos creen que él es el animal que había visto Shanti, después de que Baloo y Mowgli se escapasen.
Más tarde, Kaa descubre a Shanti sola en medio de la selva, e intenta comérsela. Comienza a hipnotizarla con su penetrante mirada, hasta que Ranján llega y rescata a Shanti a tiempo, salvándola del trance. Ranján comienza a pegar a Kaa con un palo, y ésta termina tragándose accidentalmente una gran piedra. El peso de la piedra hace que su cuerpo enroscado caiga encima. Mientras Ranján siguen pegándole a Kaa, Shanti le sujeta para que se aleje de la serpiente. Rápidamente, Ranján ahuyenta a Kaa, y provoca que la serpiente caiga por un barranco cercano dentro de un cocotero.
Mowgli parece disfrutar de la selva como antes, y le cuenta a Baloo cosas de su vida en la aldea y de su relación con Shanti. Muy pronto la antigua pantera guardián de Mowgli, Bagheera, comprende que Mowgli ha escapado de la Aldea del Hombre con Baloo después de una estampida de elefantes provocada por los humanos de la aldea, e intenta encontrarlo. Shanti y Ranján, que aún están buscando a Mowgli, se pierden en la selva.
Temiendo que Bagheera pueda encontrarlos, Baloo se lleva a Mowgli a las ruinas para refugiarse de cualquier peligro. Al llegar, Baloo le explica que el rey Louie había abandonado ese lugar hace tiempo, y ahora los monos y él lo han convertido en un lugar para realizar fiestas con otros animales, así como en un refugio. Pero durante la fiesta, Mowgli no puede evitar sentirse triste por estar lejos de la aldea, además de extrañar a Shanti y a Ranján, así que abandona las ruinas y se queda sobre la rama de un árbol, donde contempla la aldea a lo lejos. Momentos después, Shanti y Ranján encuentran a Mowgli y éste se alegra de verlos nuevamente, pero la situación cambia cuando Baloo aparece y ruge. En medio de la confusión, Baloo revela que Mowgli le había pedido que asustara a Shanti si ésta llegaba a aparecer, haciendo que ella se enoje y se lleve a Ranján consigo.
Mowgli intenta encontrar a sus amigos y cuando lo consigue, intenta disculparse por lo sucedido anteriormente, pero ellos le advierten que alguien los está observando: es Shere Khan, quien esta deseoso de vengarse de Mowgli de una vez por todas. Mowgli lo cega arrojándole tierra a la cara y les dice a Shanti y a Ranján que se escondan, mientras él distrae al tigre, huyendo hasta unas ruinas rodeadas por un río de lava. Shanti no está dispuesta a dejar a Mowgli solo y acude en su ayuda, no sin antes dejar a Ranján escondido, pero él intenta ayudar y es descubierto por Baloo, quien acude de inmediato a salvar a Mowgli después de enterarse por Ranján que Shere Khan está detrás de él. Bagheera descubre a Baloo con Ranján a cuestas y pregunta sobre Mowgli, y ambos le dicen que Shere Khan está buscándolo y antes de entrar a las ruinas, Baloo deja a Ranján al cuidado de Bagheera.
Dentro las ruinas, Baloo se encuentra con Shanti, y si bien los dos seguían molestos por el susto de antes, ambos deciden dejar a un lado sus diferencias para rescatar a Mowgli del tigre. Enseguida, Baloo hace sonar un gran platillo de metal (escondido detrás del mismo) para llamar la atención de Shere Khan, segundos después Shanti hace sonar otro platillo, y al saber que intentan ayudarlo, Mowgli también hace sonar otro platillo para confundir a Shere Khan. El plan parece funcionar, pero el platillo de Shanti colapsa, delatándola y Shere Khan amenaza con devorarla si Mowgli no aparece, pero al último momento éste aparece y cuando Shere Khan se prepara para matarlo, Baloo lo derriba con una tacleada y les dice a los dos jóvenes que huyan de allí. Cuando Mowgli y Shanti saltan sobre el río de lava para salvarse, terminan colgados de una piedra con forma de cabeza de serpiente, donde son alcanzados por Shere Khan, pero el peso de éste hace que la piedra caiga al vacío con todos, hasta que Baloo sujeta a Mowgli y a Shanti, salvándolos de seguir cayendo. Aunque Shere Khan sobrevive a la caída (cae en medio de una isla de roca sólida), la piedra le cae encima y lo atrapa; poco después, llega un buitre de pocos sesos a fastidiarlo, contándole chistes sin gracia.
Después de salvarlos de Shere Khan, Baloo, Mowgli y Shanti se reúnen con Bagheera y Ranján, y justo cuando estaban terminando de presentarse, escuchan que los humanos estaban cerca de allí. Mientras que Shanti y Ranján no dudaban en volver a casa, Mowgli no sabía si volver a la aldea o quedarse en la selva con Baloo, pero a sabiendas de que lo correcto era estar con los suyos, se despide de Baloo y de Bagheera, y se une a sus amigos humanos. Tras reunirse de nuevo con el resto de los habitantes de la aldea, Mowgli y su padre adoptivo hacen las pases por la discusión que habían tenido antes de huir a la selva.
Al día siguiente, Mowgli, Shanti y Ranján se escapan de la aldea para visitar a Baloo y a Bagheera. Con Shere Khan fuera de escena, ahora los tres jóvenes humanos pueden estar seguros en la selva al lado de dos grandes amigos.

## Personajes
| Personaje                            | Actor Original                                          | Actor Versión en Español                          | Actor Versión en Latinoamérica                                       |
| ------------------------------------ | ------------------------------------------------------- | ------------------------------------------------- | -------------------------------------------------------------------- |
| Mowgli                               | Haley Joel Osment                                       | Fernando García Baró                              | Cristóbal Obregón                                                    |
| Baloo                                | John Goodman                                            | Pepe Mediavilla (Diálogos) Jordi Vila (Canciones) | Marcos Valdés                                                        |
| Bagheera                             | Bob Joles                                               | Luis Porcar                                       | Pedro Armendáriz                                                     |
| Shere Khan                           | Tony Jay                                                | Constantino Romero                                | Sebastián Llapur                                                     |
| Shanti                               | Mae Whitman                                             | Paula Ribó                                        | Leyla Rangel                                                         |
| Ranján                               | Connor Funk                                             | Auri Cruz                                         | Ignacio Loaiza Ganém                                                 |
| Kaa                                  | Jim Cummings                                            | Tony Canal                                        | Eduardo Giaccardi                                                    |
| Coronel Hathi                        | Jim Cummings                                            | Ángel Amorós                                      | Humberto Vélez                                                       |
| MC                                   | Jim Cummings                                            | Eduardo Gutiérrez                                 | Jaime López                                                          |
| Padre de Ranján                      | John Rhys-Davies                                        | Carlos Kaniowsky                                  | Rogelio Guerra                                                       |
| Madre de Ranján                      | Veena Bidasha                                           | Olga Cano                                         | Claudia Garzón                                                       |
| Madre de Shanti                      | Devika Parikh                                           | Paloma Escola                                     | Xóchitl Ugarte                                                       |
| Lucky                                | Phil Collins                                            | Carlos Latre                                      | Raúl Aldana                                                          |
| Oxigenao, Despeinao, Mareao y Zumbao | Jeff Bennet, Brian Cummings, Baron Davis y Jess Harnell | Carlos Latre                                      | Héctor Alcaraz, José Luis Miranda, Francisco Colmenero y Mario Filio |

Como curiosidad, podemos mencionar que Shanti ya había aparecido brevemente al final de la primera película, mientras iba a recoger agua, cuando notó que Mowgli la veía y tiró "accidentalmente" la vasija, dejando que él la siguiera hasta la aldea. Sin embargo, aparece diferente en ambas películas: en la primera usa un vestido color violeta y está peinada con dos coletas, mientras que en la segunda usa una blusa amarilla y un vestido púrpura y tiene el cabello recogido en una sola trenza.

## Críticas
En su lanzamiento, la película fue muy criticada, principalmente por la baja calidad de sus animaciones y por la pobre línea argumental, muy parecida a la de la primera parte. Muchos críticos la vieron como un simple refrito de la primera película, y que por lo tanto debería haberse editado exclusivamente en vídeo, como se había pensado inicialmente.